# Hofmanistas
Se llaman hofmanistas a los seguidores de Hofman, luterano y profesor de teología en la universidad de Helmstaedt. 
En 1598, fundado en algunas opiniones particulares de Lutero, sostuvo este teólogo que la filosofía es un enemigo mortal de la religión y que lo que es verdadero en filosofía regularmente es falso en teología. El célebre Bayle renovó en cierta manera esta opinión afirmando que muchos dogmas del cristianismo no solamente son superiores a las luces de la razón sino también contrarios a ellos sujetos a dificultades irresolubles y que es preciso renunciar a las luces naturales para ser verdadero creyente. 